# Henri Dupuy de Lôme

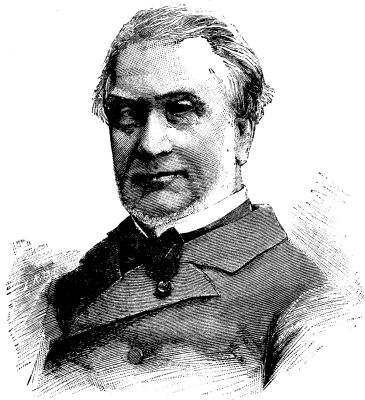
Stanislas Charles Henri Dupuy de Lôme (1817-1885)

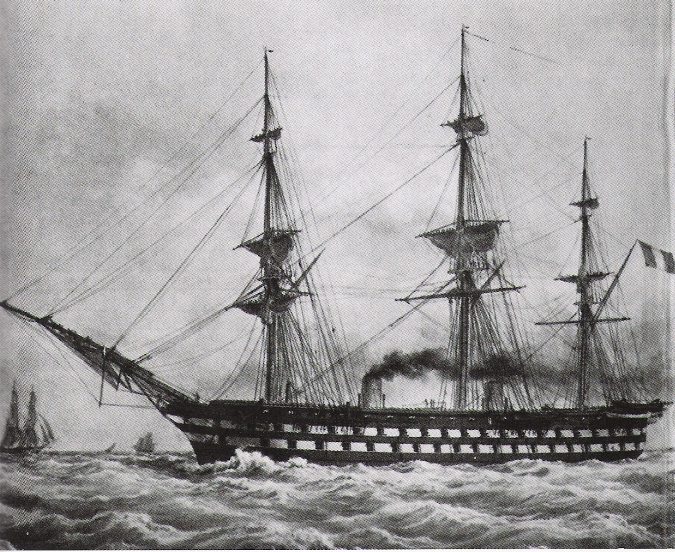
Okręt liniowy "Napoléon"

Stanislas Charles Henri Dupuy de Lôme (ur. 15 października 1816, zm. 1 lutego 1885) – francuski konstruktor okrętów.
Był synem oficera marynarki, urodził się w Ploemeur blisko Lorient w Bretanii, w zachodniej Francji. Wykształcenie zdobywał w École Polytechnique.
Po ukończeniu kształcenia zawodowego dla zdobycia praktyki udał się do Anglii około 1842 r. Po powrocie napisał raport "Mémoire sur la Construction des Bâtiments en fer" (Paryż) w 1844.
Projektował i budował okręty napędzane śrubą. W 1852 zbudował okręt liniowy "Napoléon", który jako pierwszy wyposażony był w śrubę napędową i silnik parowy. Następnie zbudował pierwszy pancernik - pełnomorski okręt pancerny "La Gloire" napędzany silnikiem parowym.
Starał się udoskonalić także żeglugę balonową. Zbudował sterowiec długości 36 metrów o łącznej pojemności 3454 metrów sześciennych. Był on napędzany przez silnik o mocy 2 koni mechanicznych, zapewniając prędkość od 9 do 11 km/h. Pod koniec swego życia pracował nad projektem okrętu podwodnego z napędem elektrycznym.
Na jego cześć, szereg okrętów francuskiej marynarki wojennej otrzymało imię "Dupuy de Lôme", począwszy od nowatorskiego krążownika pancernego z 1895.